# ロジェン天文台
ロジェン天文台（ブルガリア語:Национална астрономическа обсерватория "Рожен" / Natsionalna astromicheska observatoriya "Rozhen"、英語:National Astronomical Observatory "Rozhen"）はブルガリアのプロヴディフの南90kmに位置する天文台である。スモリャン州のチェペラレ市から15kmの場所にある。海抜約1,800mに位置し、200cmリッチー・クレチアン式望遠鏡などの望遠鏡がある。1981年に開所し、ブルガリア科学アカデミーが運営する。現在50人の研究者が研究している。1986年から小天体探査が始められた。小惑星 (6267) Rozhen（ロジェン）は、ロジェン天文台のあるロジェン山から命名された。 

## 画像

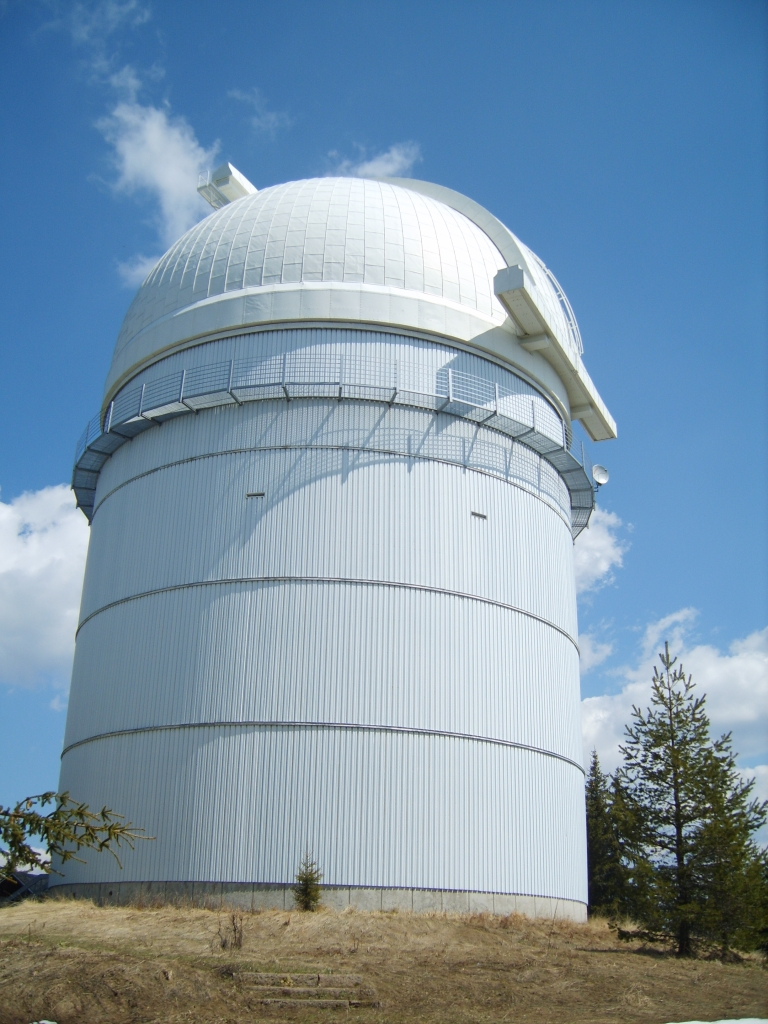
2m望遠鏡のドーム
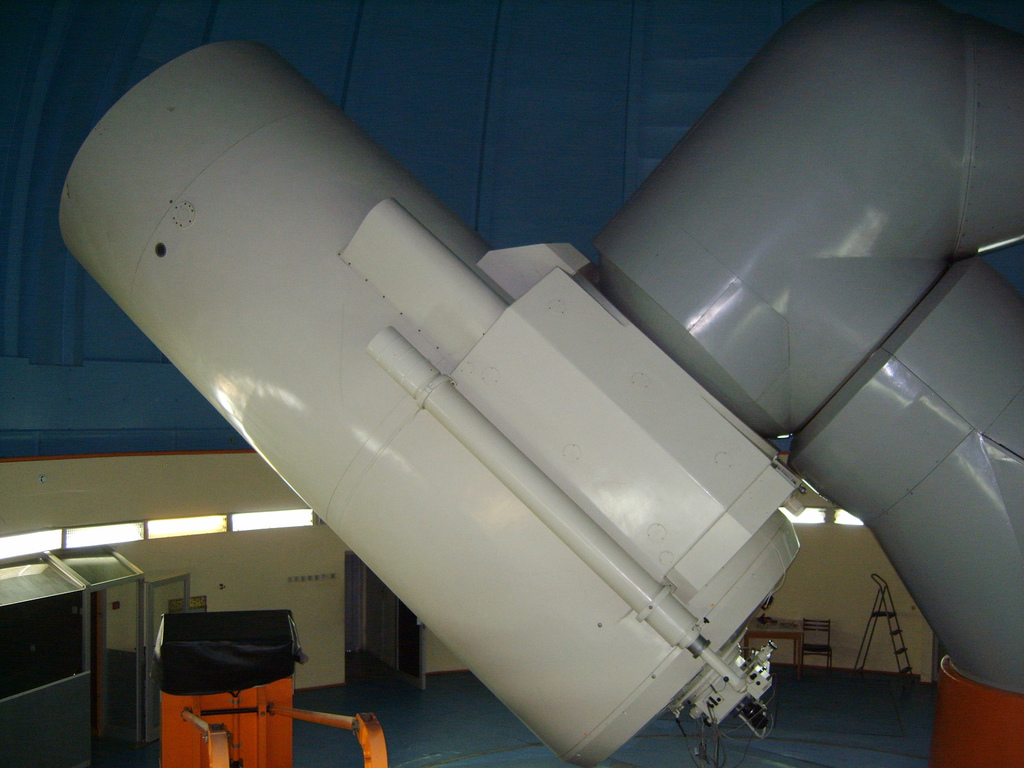
2m 望遠鏡
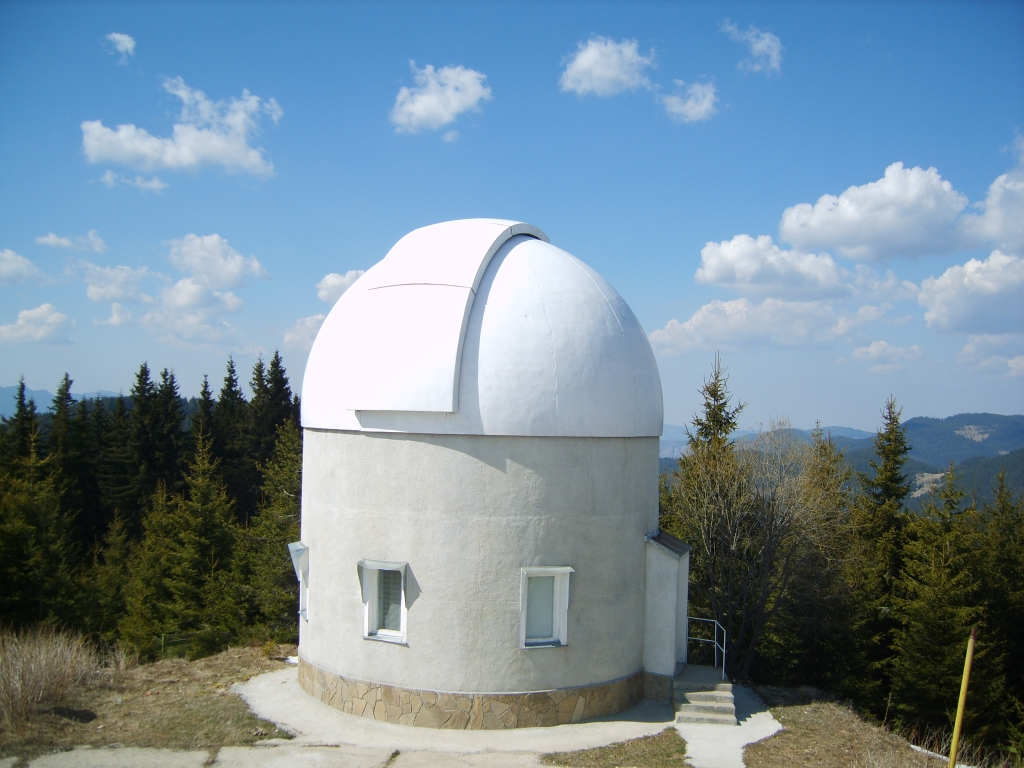
コロナグラフのドーム